# Марко Борг
Марко Борг (16 вересня 1971, Санта-Венера) — колишній мальтійський футбольний арбітр. Арбітр ФІФА та УЄФА з 1997 по 2015 рік. Судив матчі в Прем'єр-лізі до 2016 року.

## Суддівська кар'єра
31 липня 2008 року Борг дебютував на міжнародній арені під час матчу між «Сент-Патрікс Атлетік» та «Джон ФК Олімпс» у Кубку УЄФА. Гра закінчилася з рахунком 2–0, а Борг показав п'ять жовтих карток.
5 вересня 2009 року він обслуговував свій перший міжнародний матч на рівні збірних команд, коли Австрія перемогла з рахунком 3–1 проти Фарерських островів. У цьому матчі Борг роздав шість жовтих карток.
Судив фінали Кубка Мальти: 2005, 2012, 2016 та Суперкубок Мальти 2015.

## Примітка
1. ↑  Wedstrijdgegevens St. Patrick's Athletic — JFK Olimps bij Voetbal.com
2. ↑  Wedstrijdgegevens Oostenrijk — Faeröer bij European Football. Gearchiveerd op 27 juni 2023.